# Euphoresia bruta
Euphoresia bruta är en skalbaggsart som beskrevs av Brenske 1901. Euphoresia bruta ingår i släktet Euphoresia och familjen Melolonthidae. Inga underarter finns listade i Catalogue of Life.